# Sunland Park
Sunland Park è una città della contea di Doña Ana nel Nuovo Messico, negli Stati Uniti, al confine con il Texas e lo stato messicano di Chihuahua. Confina anche con le città di Ciudad Juárez a sud e El Paso a est. A nord-ovest confina con la località di Santa Teresa. La popolazione era di 16 702 al censimento del 2020. Nonostante la sua vicinanza a El Paso, ricade nel territorio della contea di Doña Ana, che fa parte dell'area metropolitana di Las Cruces. Las Cruces è situata a 68 km a nord.
La città è situata ai piedi del Monte Cristo Rey, vicino al Rio Grande, e prende il nome dal Sunland Park Racetrack & Casino, che si trova entro i confini della città. Un tempo la località era nota come "Anapra", nome condiviso da un'area adiacente di Ciudad Juárez.

## Geografia fisica
Secondo l'Ufficio del censimento degli Stati Uniti, ha una superficie totale di 11,64 mi² (30,15 km²).

## Storia
La città è stata fondata il 13 luglio 1983 a seguito della fusione delle comunità non incorporate di Anapra, Sunland Park e Meadow Vista, che votarono a favore dell'incorporazione.

## Società

### Evoluzione demografica
Secondo il censimento del 2020, la popolazione era di 16 702 abitanti.